# Cachi Hanegbi
Cachi Hanegbi, właśc. Jicchak Hanegbi (hebr. צחי הנגבי, ur. 26 lutego 1957) – izraelski polityk, poseł do Knesetu w latach 1988–2005, 2006–2010 oraz od 2013 z list Likudu, Kadimy i ponownie Likudu. Minister w różnych rządach i resortach. W 1996 minister zdrowia, w latach 1996–1999 minister sprawiedliwości, w latach 2001–2003 minister ochrony środowiska, w latach 2002–2003 minister transportu, w latach 2003–2004 minister bezpieczeństwa publicznego, w latach 2004–2006 minister w Kancelarii Premiera, w latach 2014–2015 wiceminister spraw zagranicznych oraz zdrowia, w 2016 minister bez teki, w 2017 p.o. ministra komunikacji, od 2016 minister współpracy regionalnej. Od 2 sierpnia 2020 do 13 czerwca 2021 minister osadnictwa.
Był p.o. przewodniczącego Likudu po odejściu z partii Ariela Szarona, ale wkrótce sam wyszedł z tego ugrupowania. Jest byłym ministrem sprawiedliwości, zdrowia, środowiska, transportu, bezpieczeństwa wewnętrznego i ministrem bez teki. W rządzie Ehuda Olmerta na stanowisku ministra ds. Jerozolimy, społecznych i diaspory, ministra ds. strategicznych i ministra w biurze premiera, odpowiedzialnego za kwestie związane z religią, firmami arabskimi i współpracy regionalnej.

## Życiorys
Urodził się w Jerozolimie. Jego matką była Ge’ula Kohen, w latach 40. XX wieku znana działaczka podziemnej grupy Lechi, a później polityk. Hanegbi jest żonaty i ma czwórkę dzieci.
Studiował stosunki międzynarodowe na Uniwersytecie Hebrajskim w Jerozolimie i prawo w Tel Awiwie. W 1980 roku, podczas swoich studiów, Hanegbi został skazany na karę 6 miesięcy zawieszenia za zaatakowanie arabskiego studenta na Uniwersytecie Hebrajskim w Jerozolimie.
Po raz pierwszy wszedł do Knesetu w wyborach w 1988, zostając także członkiem parlamentarnej komisji konstytucyjnej, prawnej i sprawiedliwości, zasiadał także w komisji ds. zagranicznych i obrony, był również przewodniczącym komisji ekonomicznej. Wcześniej był krajowym przewodniczącym unii studentów. Zajmował także stanowisko szefa biura premiera Icchaka Szamira.
Zyskiwał reelekcję w latach 1992, 1996, 1999 i 2003.
Do 30 sierpnia 2004 Hanegbi był ministrem bezpieczeństwa wewnętrznego, sprawując zwierzchnictwo nad policją. Zrezygnował z tego stanowiska gdy rozpoczęło się śledztwo kryminalne w sprawie nielegalnych zatrudnień motywowanych politycznie. Pozostał ministrem bez teki, a później został ministrem ds. Jerozolimy i diaspory. W listopadzie 2005 Hanegbi został p.o. przewodniczącego Likudu (spowodowane to było odejściem Ariela Szarona). 6 grudnia 2005 wniesiono przeciwko niemu oskarżenie we wspomnianej już sprawie. Następnego dnia Hanegbi ogłosił opuszczenie Likudu i poparcie dla Kadimy Szarona. 10 grudnia zrezygnował z zasiadania w Knesecie, mandat po nim objęła Penina Rosenblum.
Powrócił do Knesetu po wyborach w 2006, z listy Kadimy, z której zyskał reelekcję w 2009. 9 listopada 2010 zrezygnował z zasiadania w parlamencie, miejsce po nim obsadziła Nino Abesadze. Powrócił do Likudu i z listy tego ugrupowania zdobywał mandat w 2013, 2015 i kwietniu 2019.

## Cytaty
- „Jestem przekonany, że mogą strajkować dzień, miesiąc, aż do śmierci.” – powiedział po ogłoszeniu przez palestyńskich więźniów strajku głodowego,
- „Przeszliśmy z defensywy do ofensywy i w tej bitwie wszyscy członkowie przywództwa Hamasu są celami.” – radio publiczne, 23 marca 2004,
- „Gdzie jest ogrodzenie, tam nie ma terroru. Tam, gdzie nie ma ogrodzenia, tam jest terror.” – 31 sierpnia 2004, w radiu publicznym po dwóch zamachach samobójczych w Beer Szewie,
- „Podczas tych działań miało miejsce ordynarne podeptanie prawa i odpowiednich zasad administracyjnych, upolitycznienie służby publicznej i używanie zasobów publicznych dla osiągnięcia osobistych i politycznych interesów.” – izraelski Kontroler Państwa i sędzia Eliezer Goldberg o Cachim Hanegbim w swoim rocznym raporcie, opublikowanym 24 września 2004 roku.